# Kodeksy Madryckie

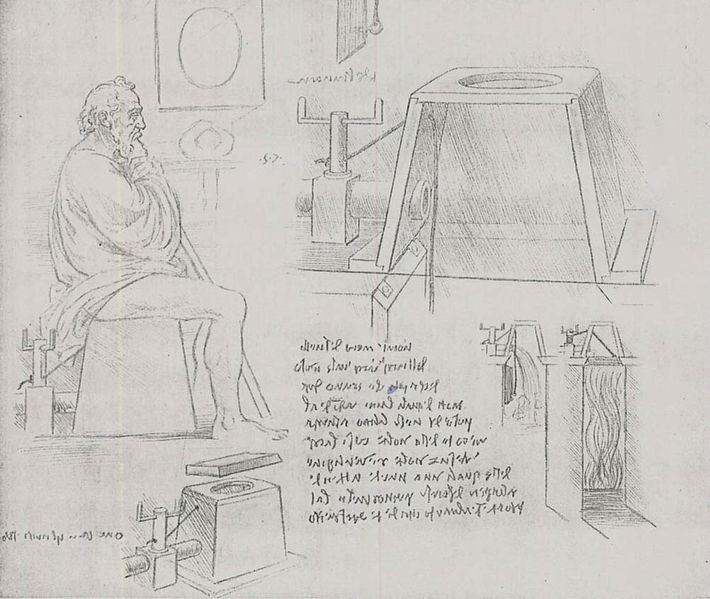
Fragment grafiki z Kodeksu Madryckiego I

Kodeksy Madryckie I i II  – zbiory pism i notatek o wymiarach 20 × 13 cm, sporządzone przez Leonarda da Vinci, sporządzone na przełomie XV i XVI wieku. Oba Kodeksy znajdują się w zbiorach Hiszpańskiej Biblioteki Narodowej.
Notatki wchodzące w skład Kodeksów mogły należeć do kolekcji Pompeo Leoniego. Po jego śmierci część notatek mógł kupić hiszpański kolekcjoner Juan de Espina (według innego źródła po śmierci Leoniego kolekcję otrzymał w spadku jego siostrzeniec Polidor Calchi). W latach 1620–1630 kolekcję mogli oglądać ówczesny książę Walii Karol I oraz Florentine Vincenzo Carducci. Karol I bezskutecznie próbował kupić od Espiny oba kodeksy. Po śmierci Espiny w 1642 roku kolekcję odziedziczył król Hiszpanii. Kodeksy zdeponowano w Bibliotece Pałacowej, stanowiącej później filar Hiszpańskiej Biblioteki Narodowej. W XIX wieku próbowano odnaleźć kodeksy, pod koniec wieku dyrektorzy Biblioteki orzekli, że Kodeksy przepadły. W 1964 roku Andre Corbeau orzekł, że rękopisy znajdują się w Bibliotece, a ich nieodnalezienie wynikało z wystąpienia błędów w drukowanym katalogu. Według katalogów Kodeksy powinny znajdować się na półkach Aa 19 i 20, faktycznie znajdowały się na półkach Aa 119 i 120. Lutym 1967 roku oficjalnie ogłoszono odnalezienie Kodeksów.
Kodeksy są oprawione w marokańską skórę.

## Kodeks Madrycki I
Kodeks Madrycki I powstał w latach 1493–1499. Rękopis jest związanym tomem zawierającym głównie rysunki na temat mechaniki. Leonardo zaprojektował wiele maszyn, które wykorzystywały siły natury i w ten sposób ułatwiały pracę ludzi. Najczęściej były to proste mechanizmy, takie jak koła pasowe i dźwignie, które miały różnorakie zastosowanie. Jednakże niektóre z nich były bardziej skomplikowane.

### Opis wybranej strony

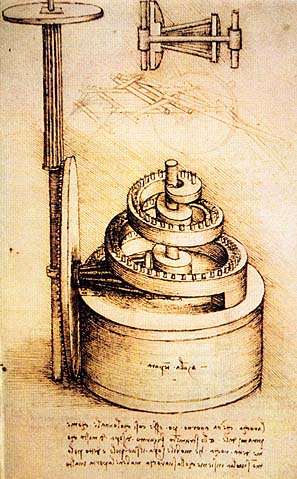
Projekt urządzenia do kompensacji sprężyny spiralnej

Na szkicu z lat 1494–1496 sprężyna beczki została użyta jako źródło siły dla zegarów lecz jej siła stopniowo malała w miarę, gdy się rozwijała. Idealnym rozwiązaniem był pojedynczy mechanizm zdolny regulować siłę sprężyny tak by osiągnąć siłę końcową naciągu sprężyny równej sile przed rozwinięciem.
W projekcie Leonardo da Vinci, sprężyna znajduje się i rozwija w cylindrycznej beczce, obraca się wokół osi i jej skrzydło wchodzi na uzębioną spiralę. Pionowy ruch obracającego się skrzydła w lewo jest skontrowany poprzez przesuwny bieg zilustrowany na oddzielnym rysunku przedstawionym w górnej części strony.
Rysunek ten jest jednym z kilku podobnych arkuszy, który w zamiarze mógł być wykorzystany w części traktatu „Elementy Maszyn”. Podejście i technika rysunku przypomina anatomiczne studia artysty. Celem Leonarda było osiągnięcie rozwiązania, gdzie wszystkie elementy pracowały w doskonałej harmonii, w przeciwieństwie do ludzkiego ciała.

## Kodeks Madrycki II
Kodeks Madrycki II powstał w roku 1491–1505 (według innego źródła w latach 1503–1504). Zawiera on głównie projekty techniczne. W przeciwieństwie do innych kodeksów, w Kodeksie Madryckim II znalazły się projekty, które doczekały się prób realizacji. Rękopis zawiera rozmaite typy rysunków, włącznie z kolorowymi mapami rzeki Arno, co miało związek z florenckim projektem, dotyczącym nieżeglownej części rzeki.
Rękopis zawiera również notatki i rysunki związane z odlewem Pomniku konnego Francesca Sforza sporządzone w latach 1491–1493.

### Opis wybranej strony
Leonardo zajmował się planami zapisanego przez florencki rząd, dotyczącymi przekierowania rzeki Arno daleko od Pizy, i skierować ją bezpośrednio do morza.
Rozważał projekt budowy kanału, umożliwiającego obejście nie żeglownego odcinka rzeki Arno w zachodniej części Florencji. Na przedstawionym rysunku widać, jak rzeka Arno przepływa przez dwie strony, od Florencji do Pizy. Dwie linie biegnące na północ od Florencji obrazują alternatywne drogi pomiędzy Florencją i Pistoją. Jedna biegła przez Prato, druga przez Poggio i Caiano  Projekt drugiej drogi posłużył 450 lat później do wybudowania autostrady A11.
Przedstawiona tu praca Leonarda ukazuje jego znajomość geologii obszaru. Jego projekty map odgrywają ważne miejsce w historii kartografii. W tym wyobrażonym przez siebie powietrznym widoku krajobrazu, przedstawione kolory wskazują na różnorodne cechy krajobrazu, demonstrując jednocześnie zdolność Leonarda do wizualizacji naturalnych form w przestrzeni tak gdyby oglądał je z dużej odległości.